# Voka (vlek)
Voka (Voka alevik) is een 'vlek' in de Estlandse gemeente Toila, provincie Ida-Virumaa.
Voka ligt aan de Finse Golf. De vlek ontstond in 1975 door de samenvoeging van verschillende kleinere dorpen. Kern was het dorp Kolluta.

## Bevolking
De plaats had 823 inwoners op 31 december 2011 en 754 inwoners op 31 december 2021.

## Ligging
Ten westen van Voka, eveneens aan de kust, ligt een dorp dat ook Voka heet. Het dorp wordt doorgaans Voka küla (Voka-dorp) genoemd om het te onderscheiden van Voka alevik (Voka-vlek).